# Наволоки (Вологодская область)
Наволоки — деревня в Нюксенском районе Вологодской области.
Входит в состав Нюксенского сельского поселения, с точки зрения административно-территориального деления — в Березовский сельсовет.
Расстояние до районного центра Нюксеницы по автодороге — 4 км. Ближайшие населённые пункты — Дунай, Устье-Городищенское, Нижнее Осипово.
По данным переписи в 2002 году постоянного населения не было.